# Caecilia bokermanni
Caecilia bokermanni és una espècie d'amfibis de la família Caeciliidae que habita a Colòmbia, Equador i, possiblement, a Perú en boscos tropicals o subtropicals humits i a baixa altitud.